# Ashley Williams
Ashley Errol Williams, född 23 augusti 1984, är en engelsk-walesisk föredetta fotbollsspelare. Han har representerat Wales landslag. Williams spelade främst som mittback, men även som högerback.

## Klubbkarriär
Den 2 augusti 2018 lånades Williams ut till Stoke City på ett låneavtal över säsongen 2018/2019. Den 23 augusti 2019 värvades Williams av Bristol City, där han skrev på ett korttidskontrakt. I november 2019 förlängdes Williams kontrakt över resten av säsongen 2019/2020.

## Landslagskarriär
Williams var med i Wales trupp vid fotbolls-EM 2016, där han gjorde 1–1-målet mot Belgien i kvartsfinalen.